# Euxoa ordinata
Euxoa ordinata là một loài bướm đêm trong họ Noctuidae.